# Coppa Italia di Serie A2 2014-2015 (pallavolo maschile)
La Coppa Italia di Serie A2 di pallavolo maschile 2014-2015 si è svolta dal 6 gennaio all'8 febbraio 2015: al torneo hanno partecipato sei squadre di club italiane e la vittoria finale è andata per la seconda volta alla Callipo Sport.

## Regolamento
Le squadre hanno disputato quarti di finale (a cui non ha partecipato la squadra organizzatrice della Final Four), semifinali e finale.

## Squadre partecipanti
| Squadra           | Qualificazione                          | Ultima partecipazione            |
| ----------------- | --------------------------------------- | -------------------------------- |
| Libertas Brianza  | 5ª al girone di andata Serie A2 2014-15 | Debutto                          |
| Corigliano Volley | 3ª al girone di andata Serie A2 2014-15 | Debutto                          |
| Matera Bulls      | 6ª al girone di andata Serie A2 2014-15 | Coppa Italia di Serie A2 2013-14 |
| Impavida Ortona   | Squadra organizzatrice                  | Debutto                          |
| Potentino         | 4ª al girone di andata Serie A2 2014-15 | Debutto                          |
| Argos             | 1ª al girone di andata Serie A2 2014-15 | Coppa Italia di Serie A2 2013-14 |
| Callipo           | 7ª al girone di andata Serie A2 2014-15 | Coppa Italia di Serie A2 2007-08 |

## Torneo

### Tabellone
|  | Quarti di finale | Quarti di finale  | Quarti di finale |         |           | Semifinali        | Semifinali | Semifinali |  |  | Finali | Finali    | Finali |
|  |                  |                   |                  |         |           |                   |            |            |  |  |        |           |        |
|  | 3                | Corigliano Volley | 3                |         |           |                   |            |            |  |  |        |           |        |
|  | 6                | Matera Bulls      | 1                |         |           |                   |            |            |  |  |        |           |        |
|  | 6                | Matera Bulls      | 1                |         | 3         | Corigliano Volley | 1          |            |  |  |        |           |        |
|  |                  |                   |                  |         | 3         | Corigliano Volley | 1          |            |  |  |        |           |        |
|  |                  | 4                 | Potentino        | 3       |           |                   |            |            |  |  |        |           |        |
|  | 4                | 4                 | Potentino        | 3       | Potentino | 3                 |            |            |  |  |        |           |        |
|  | 4                |                   |                  |         | Potentino | 3                 |            |            |  |  |        |           |        |
|  | 5                | Libertas Brianza  | 0                |         |           |                   |            |            |  |  |        |           |        |
|  |                  |                   |                  |         |           |                   |            |            |  |  | 4      | Potentino | 2      |
|  |                  |                   | 7                | Callipo | 3         |                   |            |            |  |  |        |           |        |
|  | -                | -                 | -                |         |           |                   |            |            |  |  |        |           |        |
|  | -                | -                 | -                |         |           |                   |            |            |  |  |        |           |        |
|  | -                | -                 | -                |         | 2         | Impavida Ortona   | 1          |            |  |  |        |           |        |
|  |                  |                   |                  |         | 2         | Impavida Ortona   | 1          |            |  |  |        |           |        |
|  |                  | 7                 | Callipo          | 3       |           |                   |            |            |  |  |        |           |        |
|  | 1                | 7                 | Callipo          | 3       | Argos     | 2                 |            |            |  |  |        |           |        |
|  | 1                |                   |                  |         | Argos     | 2                 |            |            |  |  |        |           |        |
|  | 7                | Callipo           | 3                |         |           |                   |            |            |  |  |        |           |        |

### Risultati

#### Quarti di finale
| 6 gennaio 2015 PalaPolsinelli, Sora Durata: 2h:08 - Spettatori: 867             | Argos             | 2 - 3 | Callipo          | 25-23, 25-14, 22-25, 16-25, 13-15 |
| 7 gennaio 2015 PalaCorigliano, Corigliano Calabro Durata: 1h:53 - Spettatori: ? | Corigliano Volley | 3 - 1 | Matera Bulls     | 25-13, 23-25, 25-18, 26-24        |
| 6 gennaio 2015 PalaPrincipi, Potenza Picena Durata: 1h:22 - Spettatori: ?       | Potentino         | 3 - 0 | Libertas Brianza | 25-22, 25-17, 26-24               |

#### Semifinali
| 7 febbraio 2015 PalaTricalle, Chieti Durata: 1h:52 - Spettatori: 2 400 | Impavida Ortona   | 1 - 3 | Callipo   | 18-25, 25-18, 20-25, 22-25 |
| 7 febbraio 2015 PalaTricalle, Chieti Durata: 1h:56 - Spettatori: 2 400 | Corigliano Volley | 1 - 3 | Potentino | 16-25, 25-21, 22-25, 12-15 |

#### Finale
| 8 febbraio 2015 PalaTricalle, Chieti Durata: 2h:25 - Spettatori: 2 400 | Potentino | 2 - 3 | Callipo | 23-25, 25-23, 25-20, 21-25, 14-16 |